# 坦普爾 (緬因州)
坦普爾（英語：Temple）是一個位於美國緬因州富蘭克林縣的市鎮。

## 人口
根據2020年美國人口普查的數據，坦普爾的面積為92.62平方千米，當中陸地面積為92.02平方千米，而水域面積為0.60平方千米。當地共有人口527人，而人口密度為每平方千米6人。